# Station biologique de Paimpont
La station biologique de Paimpont est un service commun de l'université Rennes 1, situé à Paimpont en Ille-et-Vilaine. Elle est destinée à l'enseignement, à l'accueil de colloques et de séminaires, et à la recherche.

## Historique
La station est construite en 1967 par l'université de Rennes, à la suite du rachat de terrains dans le hameau de Beauvais à Paimpont, et accueille ses premiers étudiants la même année. Cette installation permet alors de réunir en un même endroit des activités liées à l'éthologie et à l'écologie. Le centre accueille en 1969 une trentaine de primates apportés par les biologistes Annie Gautier-Hion et Jean-Yves Gautier, élevage constitué à l'origine au Gabon à partir de 1964, et les premières naissances sont enregistrées en 1970.
La station accueille en 1971 la commission chargée de rédiger les statuts de l'université Rennes 1 à la suite de la scission de l'université de Rennes en deux nouvelles universités, et la station est rattachée à cette université.

## Activités

### Recherche
La station héberge deux unités mixtes de recherche, liées à l'université Rennes 1 et au CNRS
- UMR 6552 ETHOS : Éthologie Animale et Humaine.
- UMR 6553 ECOBIO : Écosystèmes - Biodiversité - Évolution

### Enseignements
La Station Biologique de Paimpont accueille différents groupes d'élèves : de la primaire aux étudiants. C'est un lieu de diversité importante permettant d'y effectuer de nombreux stages de terrains. Ce lieu permet par exemple d'apprendre des techniques de piégeages.

## Structures
- deux salles de réunions (20 à 30 places)
- un amphithéâtre de 80 places
- restaurant (80 places)
- 20 chambres
- 4 dortoirs de 12 lits

### Sources
1. 1 2  « LA STATION BIOLOGIQUE DE PAIMPONT, au cœur de la forêt de Brocéliande », Journal de l'université Rennes 1, N°56, janvier-février 2001, p. 10, consulté sur www.spc.univ-rennes1.fr le 8 octobre 2010
2. 1 2  « Un élevage de primates unique au monde... en forêt de Paimpont », Science-Ouest, 1987, N°29, consulté sur www.espace-sciences.org le 8 octobre 2010
3. ↑  Paul Trehen, Pour la petite histoire, université Rennes 1, consulté sur www.sbp.univ-rennes1.fr le 8 octobre 2010